# از این‌سو تا آن‌سوی دنیا
سراسر دنیا (انگلیسی: Across the Universe) فیلمی در ژانر رمانتیک، موزیکال و درام به کارگردانی جولی تایمور است که در سال ۲۰۰۷ منتشر شد.

## خلاصه داستان
دهه ۱۹۶۰، لیورپول. جاد کارگر بندر به قصد یافتن پدر گمشده‌اش راهی نیویورک می‌شود. دست تصادف دختری زیبا به نام لوسی سر راه وی قرار می‌دهد و این دو نفر دلباخته یکدیگر می‌شوند. لوسی از فعالان جنبش صلح خواهی است و جاد نیز کم‌کم جذب ایده‌های وی می‌شود. این زوج خیلی زود تحت تأثیر دکتر رابرت و آقای کیت در کوچه‌های گرینویچ ویلیج پرچم عصیان برافراشته و دامنه اعتراضات مدنی ر تا دیترویت گسترش می‌دهند. اما احضار مکس-برادر جاد- به سربازی و اعزام او به ویتنام باعث می‌شود تا این زوج با واقعیت‌های زمینی‌تر، خشن‌تر و تلخ‌تری آشنا شده، مبارزه برای خاتمه دادن جنگ ویتنام را آغاز کنند… 

## جوایز
این فیلم کاندیدای ۱ اسکار (کاندیدای اسکار بهترین طراحی لباس) در سال ۲۰۰۸ شد.